# Roquefortine C
Roquefortine C is een mycotoxine geproduceerd door verschillende schimmels, voornamelijk uit het geslacht Penicillium. Structureel gezien is het een derivaat van 2,5-diketopiperazine.
De stof werd voor het eerst geïsoleerd uit Penicillium roqueforti, een schimmel die wordt gebruikt voor onder andere Roquefort AOC, Danish Blue, Stilton, Gorgonzola en andere blauwschimmelkazen.
Roquefortine C is een krachtig neurotoxine.